# Bouconville-sur-Madt
Bouconville-sur-Madt település Franciaországban, Meuse megyében. Lakosainak száma 100 fő (2022. január 1.). Bouconville-sur-Madt Xivray-et-Marvoisin, Broussey-Raulecourt, Loupmont és Rambucourt községekkel határos.

## Népesség
A település népességének változása:
| Lakosok száma | 95   | 83   | 86   | 101  | 106  | 109  | 111  | 114  | 109  | 100  |
|               | 1968 | 1982 | 1990 | 2006 | 2013 | 2015 | 2017 | 2019 | 2020 | 2022 |